# Le Cabinet de Méphistophélès
Le Cabinet de Méphistophélès er en fransk stumfilm fra 1897 af Georges Méliès.